# 本庄早稲田の杜ミュージアム
本庄早稲田の杜ミュージアム（ほんじょうわせだのもりミュージアム）は、埼玉県本庄市西富田の早稲田リサーチパーク地区内にある博物館。

## 歴史
本庄早稲田の杜ミュージアムの開館に先立ち、2020年（令和2年）2月29日をもって本庄市立歴史民俗資料館が閉館した。
2020年（令和2年）10月、本庄市と早稲田大学の共同で本庄早稲田の杜ミュージアムが開館した。早稲田大学の施設としては、演劇博物館、會津八一記念博物館、早稲田大学歴史館、早稲田スポーツミュージアムに次ぐ5番目のミュージアムである。本庄市と早稲田大学は、ミュージアムのある大久保山や浅見山丘陵の一帯を本庄早稲田文化の杜と名付けて地域文化の拠点と位置付けている。このミュージアムはその中核施設として、本庄の歴史と文化の魅力を発信することが期待されている。

## 主な収蔵品
- 盾持人物埴輪
  - 1998年（平成10年）に旭・小島古墳群の小島前の山古墳の発掘調査で出土した。全国的に見て珍しい、笑みを浮かべているように見える人物埴輪。本庄市のマスコットキャラクターであるはにぽんのモデルとして知られる。本庄市指定文化財。

## 施設
- 「埴輪の世界」
  - 本庄市内の古墳から出土したさまざまな埴輪の展示。
- 「本庄の歩み」
  - 旧石器時代から室町時代までの本庄市における出土資料の展示。
- 「早稲田大学展示室」
  - 早稲田大学が所蔵する500万点以上の美術品、書画、博物資料、図書資料、映像資料を中心とした企画展示。
- インフォメーション＆ショップ
  - 展示やイベント等の案内および併設のショップ
- 交流ひろば

## 利用案内
- 開館時間：午前9時～午後4時30分
- 休館日：月曜日（祝日の場合は翌日）・年末年始（12月28日～1月3日）
- 入館料：無料

## 交通アクセス
鉄道
- JR上越新幹線本庄早稲田駅南口から徒歩3分
- JR高崎線本庄駅からはにぽんシャトルで「本庄早稲田駅北口」バス停下車後徒歩5分。

車
- 関越自動車道本庄児玉ICから5分